# Politische Polizei (Deutschland)
Die Politische Polizei war in Deutschland eine Institution mit nachrichtendienstlichen und polizeilichen Befugnissen zur Bekämpfung von politisch motivierten Straftaten. Im Kaiserreich, aber auch in der Weimarer Republik und in noch verschärfterer Form während der Zeit des Nationalsozialismus wurde sie als politisches Instrument der Repression gegen politische Gegner genutzt.
In der Bundesrepublik Deutschland gab und gibt es keine vergleichbare Institution; laut Grundgesetz ist Polizei Ländersache (Näheres unter Landespolizei (Deutschland)).

## Geschichte
Die Politische Polizei war bis 1934 in den meisten deutschen Ländern institutioneller Bestandteil der Polizei. Sie befasste sich  in erster Linie mit der Aufklärung sowie Beobachtung politischer Gegner und der Vorbeugung von Straftaten mit politischen Zielstellungen, einschließlich der gegen die Verfassung gerichteten Vorhaben. Dabei arbeitete sie mit nachrichtendienstlichen (z. B. Aufklärung aus Quellen, Informanten) und polizeilichen Maßnahmen (z. B. Hausdurchsuchungen).
1933/34 wurde die Preußische Politische Polizei aufgelöst und in die Geheime Staatspolizei (Gestapo) überführt. Sogenannte „politisch unzuverlässige“ Beamte wurden entweder ganz aus dem Dienst entfernt oder zunächst anderen Polizeidienststellen zugeordnet und meist im weiteren Verlauf entlassen. Die Polizeien in den anderen deutschen Ländern wurden nach und nach dem preußischen System nach organisiert, so etwa die Bayerische Politische Polizei. 1936 wurde die inzwischen im ganzen Reichsgebiet tätige Gestapo mit der Kriminalpolizei in der Sicherheitspolizei vereinigt und ging 1939 im Reichssicherheitshauptamt auf.
Die Militärgouverneure der westdeutschen Besatzungszonen formulierten in einem Schreiben an den Parlamentarischen Rat vom 14. April 1949 (Polizeibrief) das Trennungsgebot zwischen Polizei und Nachrichtendiensten.
Die nachrichtendienstlichen Aufgaben der politischen Polizei nehmen heute die Behörden des Verfassungsschutzes, die polizeilichen Aufgaben Einrichtungen des Polizeilichen Staatsschutzes (Staatsschutz) wahr. Keine der beiden Einrichtungen verfügt alleine aber über die Machtfülle der Politischen Polizei.

## Zur regionalen Entwicklung in den einzelnen Ländern
- Bayerische Politische Polizei
- Preußische Geheimpolizei
- Politische Polizei im Volksstaat Württemberg